# Aaron Best
Aaron Matthew Best (Scarborough, 9 gennaio 1992) è un cestista canadese.

## Palmarès
- Campionato polacco: 1

Trefl Sopot: 2023-2024